# Krepšinio klubas Pieno žvaigždės
Il K.K. Pieno žvaigždės è una società cestistica avente sede nella città di Pasvalys, in Lituania. Fondata nel 2003, gioca nel campionato lituano.

## Palmarès
- Lega Baltica: 1

2017-18